# Protearomyia cordillerensis
Protearomyia cordillerensis är en tvåvingeart som beskrevs av Mcalpine 1962. Protearomyia cordillerensis ingår i släktet Protearomyia och familjen stjärtflugor. Inga underarter finns listade i Catalogue of Life.